# Paul McCrane
Paul McCrane, né le 19 janvier 1961 à Philadelphie en Pennsylvanie, est un acteur et réalisateur américain.
À ses débuts, il joue un des principaux personnages de Fame, Montgomery McNeil. Il a joué dans 125 épisodes de la série télévisée Urgences le rôle du docteur Robert « la Flèche » Romano (« Rocket » en VO), chef misanthrope et détesté. Il a également interprété l'un des malfrats du gang de Clarence Boddicker (Kurtwood Smith) dans le film RoboCop de 1987.
Paul McCrane a épousé Dana Kellin, une conceptrice de bijoux en 1998. Ils ont deux enfants, William Thomas et Noa Catherine.

## Réalisateur de télévision
Après son départ d'Urgences, Paul McCrane a réalisé plusieurs épisodes de la série, et en a également dirigé dans les séries FBI : Portés disparus, À la Maison-Blanche et New York, unité spéciale.

## Filmographie

### Comme acteur
- 1979 : Rocky 2 : La Revanche de Sylvester Stallone : Peter, le patient totalement plâtré en fauteuil roulant
- 1980 : Fame d'Alan Parker : Montgomery MacNeil
- 1984 : L'Hôtel New Hampshire de Tony Richardson : Frank Berry
- 1984 : Au cœur de l'enfer de Sidney J. Furie : Brenner
- 1987 : RoboCop de Paul Verhoeven : Emil Antonowsky
- 1988 : Le Blob de Chuck Russell : le shérif adjoint Bill Briggs
- 1989 : Un flic dans la mafia (série télévisée) : Johnny Medley
- 1989 : Money, Power, Murder. de Lee Philips (téléfilm) : Billy Lynn
- 1990 : Cop Rock : Détective Bob McIntire
- 1993 : Le Portrait (The Portrait) d'Arthur Penn (téléfilm) : Bartel
- 1994 : Les Évadés de Frank Darabont : le gardien Trout
- 1997 : X-Files (TV, épisode Régénérations) : Leonard Betts
- 1997 : The Practice (TV) :Saison 1 épisode 2
- 1997 - 2003 : Urgences (TV) : docteur Robert « La Flèche » (« Rocket » en V.O) Romano
- 1998 : De la Terre à la Lune (TV) : l'astronaute Pete Conrad
- 2006 - 2007 : 24 heures chrono (TV) : Graem Bauer
- 2008: Ugly Betty (TV) (S2 E12) : le procureur Weitz
- 2010: Les Experts (TV) (S10 E19) : Phil Carpenter
- 2012 : Atlas Shrugged: Part II de John Putch : Wesley Mouch
- 2022 : The Offer (mini-série) : Jack Ballard
- 2022 : The Terminal List : Mike Tedesco

### Comme réalisateur
- Urgences : 2002-2008
- Urgences (TV, 2002), 188e épisode (saison 9, ép. 9) : Le plus proche parent (Next of kin)
- Urgences (TV, 2004), 218e épisode (saison 10, ép. 17) : L'externe (The student)
- Urgences (TV, 2004), 225e épisode (saison 11, ép. 2) : Jeunesses brisées (Damaged)
- Urgences (TV, 2005), 242e épisode (saison 11, ép. 19) : Monsieur Rubadoux (Ruby Redux)
- Urgences (TV, 2005), 249e épisode (saison 12, ép. 4) : À cause de la pluie (Blamed it on the rain)
- Urgences (TV, 2006), 258e épisode (saison 12, ép. 13) : Corps et âmes (Body and soul)
- Urgences (TV, 2007), 299e épisode (saison 14, ép. 9) : Trop, c'est trop (Skye's the limit)
- Urgences (TV, 2008), 311e épisode (saison 15, ép. 2) : Comme tous les jeudis (Another thursday at County)
- Urgences (TV, 2008), 317e épisode (saison 15, ép. 8) : L'âge de l'innocence (Age of innocence)

- FBI : Portés disparus : 2005-2007
- FBI : Portés disparus (TV, 2005), 76e épisode (saison 4, ép. 6) : Voyage au Mexique (Viuda Negra), avec Alex Kingston
- FBI : Portés disparus (TV, 2007), 111e épisode (saison 5, ép. 17) : Eaux profondes (Deep Water), avec Jacqueline McKenzie

- Jericho (TV, 2006), 1re saison : Le jour de notre mariage (Crossroads)
- Dr House (TV, 2007), 3e saison : House Training (Mauvaises Décisions), avec Charles S. Dutton
- Lie to Me (TV, 2010), 19e épisode (saison 2, ép. 19) : La légende d'outre-tombe (Pied Piper)
- Les Experts : 2011
- Les Experts (TV, 2011), 245e épisode (saison 11, ép. 16) : Turn on, Tune in, Drop dead
- Les Experts (TV, 2011), 259e épisode (saison 12, ép. 8) : Crime after crime
- The Resident (TV, 2018), 105e épisode (saison 6, ép. 11) : All In

## Distinction
- 2011 : Primetime Emmy Award du meilleur acteur invité dans une série télévisée dramatique pour La Loi selon Harry (Harry's Law)[1]

## Voix françaises
- Marc Perez dans (les séries télévisées) :
  - Urgences
  - 24 Heures chrono
  - La Loi selon Harry
  - The Offer

Et aussi
- Gilles Tamiz dans Fame
- Luq Hamet dans L'Hôtel New Hampshire
- Thierry Ragueneau dans Au cœur de l'enfer
- Marc François dans RoboCop
- Gilbert Lévy dans Le Blob
- Julien Thomast dans Le Portrait (téléfilm)
- Daniel Lafourcade dans Les Évadés
- Jacques Bouanich dans De la Terre à la Lune (mini-série)